# 突然ですが占ってもいいですか?
『突然ですが占ってもいいですか?』（とつぜんですがうらなってもいいですか?）は、フジテレビ系列で2020年4月15日から放送されている日本の占いバラエティ番組。
2020年1月4日（3日深夜）にパイロット版である『突然ですが占ってもいいですか?in赤羽』（とつぜんですがうらなってもいいですか?インあかばね）が放送され、好評を得たことからレギュラー化が決定した。2020年4月15日から2022年3月30日までは毎週水曜日 22:00 - 22:54、2022年4月4日から2023年9月25日までは毎週月曜日23:00 - 23:40、2023年10月31日から2024年9月17日までは毎週火曜日20:00 - 21:00(JST)に放送されていた。

## 概要
木下レオンや星ひとみをはじめとした有名占い師が街中を訪れ、街の人々に声を掛けて占っていく番組である。
従来のテレビ番組ではナレーションが入っているのに対して、本番組ではナレーションが一切入っておらず、代わりにテロップだけで進行している。
パイロット版から相対性理論の『マイハートハードピンチ』（アルバム『シンクロニシティーン』収録）がテーマソングとして起用された。（曲中で「占い師なんて知らないし」と歌われている。）また占い師が占いを的中した場合、スチャダラパーとEGOWRAPPIN’「ミクロボーイとマクロガール」が流れ「LOCK-ON」と表示される。（実際の歌詞に含まれていないが、LOCK-ONと聞こえるような演出を施している。）その他にもVTR中には数多くのJ-POP・K-POPがBGMとして流れている。
新型コロナウイルスの影響によって街ブラ占いロケが困難となり、現在はスタジオ内でゲスト芸能人を占う企画がメインとなっている。2023年1月9日放送分から約2年6か月ぶりに街ブラ占いロケが復活した。2020年9月には扶桑社から書籍も発売され、2021年4月には第2作が同社より出版された。
なお、レギュラー放送初回となる2020年4月15日放送分の視聴率は世帯視聴率が6.5%・個人視聴率が3.4%であったが、同年9月23日放送の2時間スペシャルでは世帯視聴率は2桁・個人視聴率も5.7%をマーク（※いずれも番組史上最高）するなど、徐々に向上している傾向がみられる。以降もゲスト（人気俳優・女優やジャニーズ事務所所属タレント・アーティスト等）次第で、回ごとに激しく昇降している（以上 視聴率はいずれもビデオリサーチ調べ・関東地区）。
2021年1月1日に生放送した『第54回新春!爆笑ヒットパレード2021』内で本番組とのコラボ企画「元日ですが占ってもいいですか?」を行い、シウマがスタジオの女性タレントを事前に占い、ランキングを作成した。この企画のみレギュラーの池田美優が司会を務めた。
2022年4月改編で、水曜22時枠にドラマ番組を新設することが分かったと2021年12月19日付のデイリー新潮が報道。その後、フジテレビが2022年1月19日に本広克行監督・間宮祥太朗主演の『ナンバMG5』を同枠のドラマ第1作とすることの公式発表を行った。その中で本番組も放送枠を移動して継続することが同時に発表されていたが、同年3月7日の改編記者会見にて、月曜日の「COOL TV」（23時 - 23時40分）枠への移動が発表された。それに伴い、当該時間帯のバラエティ番組は再び『水曜日のダウンタウン』（TBSテレビ）だけになった。
2023年1月1日（日曜日）5:00 - 6:55には、フジテレビと一部のフジテレビ系列で元旦2時間スペシャルが放送された。
スタジオ収録は隔週月曜日に4本撮りで行なわれる。
2023年10月31日放送分からは、放送枠を火曜日のゴールデンタイム（20時台）に移動した。移動後の放送枠はローカルセールス番組枠に当たるため、枠移動の前から自社制作番組を当該時間帯に編成している関西テレビは同時ネットから離脱。2023年11月11日からは、遅れネット方式で週末（土曜日か日曜日）の夕方に放送している。
2024年4月16日放送分から、自社制作番組を当該時間帯に編成しているテレビ西日本とクロスネット局のテレビ大分は同時ネットから離脱する。
2024年10月から毎週日曜の深夜0時30分に枠移動の放送となり、2025年4月から毎週日曜の深夜0時55分へ放送時間を変更。

## 出演者
パイロット版の4名（水野、池田、木下、玲奈）に、沢村一樹が加わった形でレギュラー放送が始まった。

### フォーチュンウォッチャー（幸運見届け人）
- 沢村一樹[15] - テロップはパステルブルー■、字幕放送は黄色。2021年1月 - 3月までは裏番組である『ウチの娘は、彼氏が出来ない!!』（日本テレビ・水曜ドラマ）出演のため一時降板[16]し、4月7日から復帰[17]。
- 水野美紀 - テロップはパステルピンク■、字幕放送は緑色（パイロット版は黄色）。
- 池田美優 - テロップはパステルイエロー■、字幕放送は水色（パイロット版は緑色）。

### ゲストMC
- 沢村が2021年8月7日に新型コロナウイルスに感染した為に2021年8月25日放送分・2021年9月1日放送分・2021年9月8日放送分・2021年9月15日放送分のスタジオ収録を欠席した際には以下の措置が取られた。
  - 9月1日放送分 - シウマがゲストMCを務めた。
  - 9月8日放送分 - 菊池風磨（Sexy Zone）がゲストMCを務めた。
  - 8月25日および9月15日放送分 - ゲストMCを置かず、水野と池田の2人体制が取られた。
  - 沢村は2021年9月22日放送分から復帰した。
- 沢村が2022年4月3日に2度目の新型コロナウイルスに感染した際の措置としては、2022年4月25日および2022年5月9日放送分は代役を置かず、水野と池田の2人体制が取られた。
  - 後に沢村は2022年4月13日に仕事復帰し、2022年5月9日放送分から復帰した。
- 2020年10月28日放送分では、池田はスタジオ収録日の数日前に出席したイベントで、一緒だった仕事先の関係者が新型コロナウイルスに感染し、保健所から濃厚接触者に認定された為に自宅からリモート出演し、2020年11月11日放送分から復帰した。
- 池田が2022年1月25日に新型コロナウイルスに感染した為に欠席した際の措置としては、2022年2月16日放送分は代役を置かず、沢村と水野の2人体制が取られた。
  - 後に池田は2022年2月4日に仕事復帰し、2022年3月2日放送分から復帰した。

### マンスリーフォーチュンウォッチャー
| 1月 | 木村拓哉           |  |
| 2月 | 満島真之介         |  |
| 3月 | ミキ（昴生、亜生） |  |

- 木村拓哉 - 2021年1月担当[18]。テロップはパステルグリーン■、字幕放送は沢村と同じ黄色。前述の理由で一時降板する沢村の代役[注 3]。
- 満島真之介 - 2021年2月担当[19]。テロップは木村と同じくパステルグリーン■、字幕放送は沢村・木村と同じく黄色。2021年3月からはスペシャル版を中心に不定期出演。
- ミキ（昴生、亜生） - 2021年3月担当[20]。テロップは亜生が木村・満島と同様パステルグリーン■、昴生がパステルパープル■。

### 占い師
- 木下レオン
- ぷりあでぃす玲奈
- 星ひとみ - 第3回から出演
- シウマ - 第6回から出演
- 富士川碧砂 - 第7回から出演
- 村野弘味 - 第10回から出演
- 岡井浄幸 - 第11回から出演
- 後藤恵 - 第29回から出演
- 大串ノリコ - 第65回から出演

### スペシャルゲスト占い師
- ゲッターズ飯田 - 不定期

## パイロット版
2020年1月4日、『突然ですが占ってもいいですか？in赤羽』が放送され、レギュラー番組放送開始直前の4月11日13:30 - 14:30（JST。『土曜ワイド』第1部）、『突然ですが占ってもいいですか?　4月15日は初回2時間SP!』として再放送された。

## ネット局

### パイロット版
| 放送対象地域 | 放送局           | 系列           | 放送時間                                  | ネット状況 |
| ------------ | ---------------- | -------------- | ----------------------------------------- | ---------- |
| 関東広域圏   | フジテレビ（CX） | フジテレビ系列 | 2020年1月4日（土） 0:55 - 1:55（3日深夜） | 制作局     |

### レギュラー版
水曜時代
| 放送対象地域   | 放送局                    | 系列                                         | 放送時間           | ネット状況 | 備考     |
| -------------- | ------------------------- | -------------------------------------------- | ------------------ | ---------- | -------- |
| 関東広域圏     | フジテレビ（CX）          | フジテレビ系列                               | 水曜 22:00 - 22:54 | 制作局     | 制作局   |
| 北海道         | 北海道文化放送（uhb）     | フジテレビ系列                               | 水曜 22:00 - 22:54 | 同時ネット |          |
| 岩手県         | 岩手めんこいテレビ（mit） | フジテレビ系列                               | 水曜 22:00 - 22:54 | 同時ネット |          |
| 宮城県         | 仙台放送（OX）            | フジテレビ系列                               | 水曜 22:00 - 22:54 | 同時ネット |          |
| 秋田県         | 秋田テレビ（AKT）         | フジテレビ系列                               | 水曜 22:00 - 22:54 | 同時ネット |          |
| 山形県         | さくらんぼテレビ（SAY）   | フジテレビ系列                               | 水曜 22:00 - 22:54 | 同時ネット |          |
| 福島県         | 福島テレビ（FTV）         | フジテレビ系列                               | 水曜 22:00 - 22:54 | 同時ネット |          |
| 新潟県         | 新潟総合テレビ（NST）     | フジテレビ系列                               | 水曜 22:00 - 22:54 | 同時ネット |          |
| 長野県         | 長野放送（NBS）           | フジテレビ系列                               | 水曜 22:00 - 22:54 | 同時ネット |          |
| 静岡県         | テレビ静岡（SUT）         | フジテレビ系列                               | 水曜 22:00 - 22:54 | 同時ネット |          |
| 富山県         | 富山テレビ（BBT）         | フジテレビ系列                               | 水曜 22:00 - 22:54 | 同時ネット |          |
| 石川県         | 石川テレビ（ITC）         | フジテレビ系列                               | 水曜 22:00 - 22:54 | 同時ネット |          |
| 福井県         | 福井テレビ（FTB）         | フジテレビ系列                               | 水曜 22:00 - 22:54 | 同時ネット |          |
| 中京広域圏     | 東海テレビ（THK）         | フジテレビ系列                               | 水曜 22:00 - 22:54 | 同時ネット |          |
| 近畿広域圏     | 関西テレビ（KTV）         | フジテレビ系列                               | 水曜 22:00 - 22:54 | 同時ネット |          |
| 島根県・鳥取県 | さんいん中央テレビ（TSK） | フジテレビ系列                               | 水曜 22:00 - 22:54 | 同時ネット |          |
| 岡山県・香川県 | 岡山放送（OHK）           | フジテレビ系列                               | 水曜 22:00 - 22:54 | 同時ネット |          |
| 広島県         | テレビ新広島（TSS）       | フジテレビ系列                               | 水曜 22:00 - 22:54 | 同時ネット |          |
| 愛媛県         | テレビ愛媛（EBC）         | フジテレビ系列                               | 水曜 22:00 - 22:54 | 同時ネット |          |
| 高知県         | 高知さんさんテレビ（KSS） | フジテレビ系列                               | 水曜 22:00 - 22:54 | 同時ネット |          |
| 福岡県         | テレビ西日本（TNC）       | フジテレビ系列                               | 水曜 22:00 - 22:54 | 同時ネット | [ 注 4 ] |
| 佐賀県         | サガテレビ（STS）         | フジテレビ系列                               | 水曜 22:00 - 22:54 | 同時ネット |          |
| 長崎県         | テレビ長崎（KTN）         | フジテレビ系列                               | 水曜 22:00 - 22:54 | 同時ネット |          |
| 熊本県         | テレビくまもと（TKU）     | フジテレビ系列                               | 水曜 22:00 - 22:54 | 同時ネット |          |
| 鹿児島県       | 鹿児島テレビ（KTS）       | フジテレビ系列                               | 水曜 22:00 - 22:54 | 同時ネット |          |
| 沖縄県         | 沖縄テレビ（OTV）         | フジテレビ系列                               | 水曜 22:00 - 22:54 | 同時ネット |          |
| 宮崎県         | テレビ宮崎（UMK）         | フジテレビ系列 日本テレビ系列 テレビ朝日系列 | 水曜 22:00 - 22:54 | 同時ネット |          |

月曜時代
| 放送対象地域   | 放送局                    | 系列                                         | 放送日時           | ネット状況 |
| -------------- | ------------------------- | -------------------------------------------- | ------------------ | ---------- |
| 関東広域圏     | フジテレビ（CX）          | フジテレビ系列                               | 月曜 23:00 - 23:40 | 制作局     |
| 北海道         | 北海道文化放送（uhb）     | フジテレビ系列                               | 月曜 23:00 - 23:40 | 同時ネット |
| 岩手県         | 岩手めんこいテレビ（mit） | フジテレビ系列                               | 月曜 23:00 - 23:40 | 同時ネット |
| 宮城県         | 仙台放送（OX）            | フジテレビ系列                               | 月曜 23:00 - 23:40 | 同時ネット |
| 秋田県         | 秋田テレビ（AKT）         | フジテレビ系列                               | 月曜 23:00 - 23:40 | 同時ネット |
| 山形県         | さくらんぼテレビ（SAY）   | フジテレビ系列                               | 月曜 23:00 - 23:40 | 同時ネット |
| 福島県         | 福島テレビ（FTV）         | フジテレビ系列                               | 月曜 23:00 - 23:40 | 同時ネット |
| 新潟県         | NST新潟総合テレビ（NST）  | フジテレビ系列                               | 月曜 23:00 - 23:40 | 同時ネット |
| 長野県         | 長野放送（NBS）           | フジテレビ系列                               | 月曜 23:00 - 23:40 | 同時ネット |
| 静岡県         | テレビ静岡（SUT）         | フジテレビ系列                               | 月曜 23:00 - 23:40 | 同時ネット |
| 富山県         | 富山テレビ（BBT）         | フジテレビ系列                               | 月曜 23:00 - 23:40 | 同時ネット |
| 石川県         | 石川テレビ（ITC）         | フジテレビ系列                               | 月曜 23:00 - 23:40 | 同時ネット |
| 福井県         | 福井テレビ（FTB）         | フジテレビ系列                               | 月曜 23:00 - 23:40 | 同時ネット |
| 中京広域圏     | 東海テレビ（THK）         | フジテレビ系列                               | 月曜 23:00 - 23:40 | 同時ネット |
| 近畿広域圏     | 関西テレビ（KTV）         | フジテレビ系列                               | 月曜 23:00 - 23:40 | 同時ネット |
| 島根県・鳥取県 | さんいん中央テレビ（TSK） | フジテレビ系列                               | 月曜 23:00 - 23:40 | 同時ネット |
| 岡山県・香川県 | 岡山放送（OHK）           | フジテレビ系列                               | 月曜 23:00 - 23:40 | 同時ネット |
| 広島県         | テレビ新広島（tss）       | フジテレビ系列                               | 月曜 23:00 - 23:40 | 同時ネット |
| 愛媛県         | テレビ愛媛（EBC）         | フジテレビ系列                               | 月曜 23:00 - 23:40 | 同時ネット |
| 高知県         | 高知さんさんテレビ（KSS） | フジテレビ系列                               | 月曜 23:00 - 23:40 | 同時ネット |
| 福岡県         | テレビ西日本（TNC）       | フジテレビ系列                               | 月曜 23:00 - 23:40 | 同時ネット |
| 佐賀県         | サガテレビ（STS）         | フジテレビ系列                               | 月曜 23:00 - 23:40 | 同時ネット |
| 長崎県         | テレビ長崎（KTN）         | フジテレビ系列                               | 月曜 23:00 - 23:40 | 同時ネット |
| 熊本県         | テレビくまもと（TKU）     | フジテレビ系列                               | 月曜 23:00 - 23:40 | 同時ネット |
| 鹿児島県       | 鹿児島テレビ（KTS）       | フジテレビ系列                               | 月曜 23:00 - 23:40 | 同時ネット |
| 沖縄県         | 沖縄テレビ（OTV）         | フジテレビ系列                               | 月曜 23:00 - 23:40 | 同時ネット |
| 宮崎県         | テレビ宮崎（UMK）         | フジテレビ系列 日本テレビ系列 テレビ朝日系列 | 土曜 10:25 - 11:05 | 遅れネット |

火曜時代
- 全編ローカルセールス枠であるため、フジテレビ以外の通常時フルネット局または末尾6分除く同時ネット局であっても編成の都合により臨時非ネットもしくは遅れネット（フジテレビと同時刻放送となったとしても）での放送に変更する場合がある一方、通常時非ネットとする局が臨時に末尾6分除く同時ネットまたはフルネットで放送する場合がある。

| 放送対象地域   | 放送局                    | 系列                                         | 放送時間                    | ネット状況                   | 備考                |
| -------------- | ------------------------- | -------------------------------------------- | --------------------------- | ---------------------------- | ------------------- |
| 関東広域圏     | フジテレビ（CX）          | フジテレビ系列                               | 火曜 20:00 - 21:00          | 【制作局】                   | 【制作局】          |
| 岩手県         | 岩手めんこいテレビ（mit） | フジテレビ系列                               | 火曜 20:00 - 21:00          | 同時フルネット               | [ 注 6 ]            |
| 島根県・鳥取県 | さんいん中央テレビ（TSK） | フジテレビ系列                               | 火曜 20:00 - 21:00          | 同時フルネット               |                     |
| 岡山県・香川県 | 岡山放送（OHK）           | フジテレビ系列                               | 火曜 20:00 - 21:00          | 同時フルネット               |                     |
| 佐賀県         | サガテレビ（STS）         | フジテレビ系列                               | 火曜 20:00 - 21:00          | 同時フルネット               |                     |
| 鹿児島県       | 鹿児島テレビ（KTS）       | フジテレビ系列                               | 火曜 20:00 - 21:00          | 同時フルネット               |                     |
| 北海道         | 北海道文化放送（uhb）     | フジテレビ系列                               | 火曜 20:00 - 20:54          | 同時ネット （20:54飛び降り） | [ 注 7 ]            |
| 宮城県         | 仙台放送（OX）            | フジテレビ系列                               | 火曜 20:00 - 20:54          | 同時ネット （20:54飛び降り） | [ 注 8 ]            |
| 秋田県         | 秋田テレビ（AKT）         | フジテレビ系列                               | 火曜 20:00 - 20:54          | 同時ネット （20:54飛び降り） | [ 注 9 ]            |
| 山形県         | さくらんぼテレビ（SAY）   | フジテレビ系列                               | 火曜 20:00 - 20:54          | 同時ネット （20:54飛び降り） | [ 注 9 ]            |
| 福島県         | 福島テレビ（FTV）         | フジテレビ系列                               | 火曜 20:00 - 20:54          | 同時ネット （20:54飛び降り） | [ 注 9 ]            |
| 新潟県         | NST新潟総合テレビ（NST）  | フジテレビ系列                               | 火曜 20:00 - 20:54          | 同時ネット （20:54飛び降り） |                     |
| 長野県         | 長野放送（NBS）           | フジテレビ系列                               | 火曜 20:00 - 20:54          | 同時ネット （20:54飛び降り） |                     |
| 静岡県         | テレビ静岡（SUT）         | フジテレビ系列                               | 火曜 20:00 - 20:54          | 同時ネット （20:54飛び降り） |                     |
| 富山県         | 富山テレビ（BBT）         | フジテレビ系列                               | 火曜 20:00 - 20:54          | 同時ネット （20:54飛び降り） |                     |
| 石川県         | 石川テレビ（ITC）         | フジテレビ系列                               | 火曜 20:00 - 20:54          | 同時ネット （20:54飛び降り） |                     |
| 福井県         | 福井テレビ（FTB）         | フジテレビ系列                               | 火曜 20:00 - 20:54          | 同時ネット （20:54飛び降り） |                     |
| 中京広域圏     | 東海テレビ（THK）         | フジテレビ系列                               | 火曜 20:00 - 20:54          | 同時ネット （20:54飛び降り） | [ 注 10 ]           |
| 広島県         | テレビ新広島（tss）       | フジテレビ系列                               | 火曜 20:00 - 20:54          | 同時ネット （20:54飛び降り） | [ 注 11 ]           |
| 愛媛県         | テレビ愛媛（EBC）         | フジテレビ系列                               | 火曜 20:00 - 20:54          | 同時ネット （20:54飛び降り） | [ 注 12 ]           |
| 高知県         | 高知さんさんテレビ（KSS） | フジテレビ系列                               | 火曜 20:00 - 20:54          | 同時ネット （20:54飛び降り） |                     |
| 長崎県         | テレビ長崎（KTN）         | フジテレビ系列                               | 火曜 20:00 - 20:54          | 同時ネット （20:54飛び降り） |                     |
| 熊本県         | テレビくまもと（TKU）     | フジテレビ系列                               | 火曜 20:00 - 20:54          | 同時ネット （20:54飛び降り） | [ 注 13 ] [ 注 14 ] |
| 沖縄県         | 沖縄テレビ（OTV）         | フジテレビ系列                               | 火曜 20:00 - 20:54          | 同時ネット （20:54飛び降り） |                     |
| 宮崎県         | テレビ宮崎（UMK）         | フジテレビ系列 日本テレビ系列 テレビ朝日系列 | 金曜 0:54 - 1:54 (木曜深夜) | 遅れネット                   | [ 注 15 ] [ 注 16 ] |
| 近畿広域圏     | 関西テレビ（KTV）         | フジテレビ系列                               | 不定期放送                  | 遅れネット                   | [ 注 17 ]           |
| 福岡県         | テレビ西日本（TNC）       | フジテレビ系列                               | 不定期放送                  | 遅れネット                   | [ 注 18 ]           |
| 大分県         | テレビ大分（TOS）         | 日本テレビ系列 フジテレビ系列                | 不定期放送                  | 遅れネット                   | [ 注 19 ]           |

日曜深夜時代
仙台放送、福島テレビ、石川テレビ、福井テレビ、テレビ長崎、鹿児島テレビ：同時ネット

## スタッフ

### レギュラー版（2025年4月以降）
- 企画：前田泰成
- 構成：松田敬三、佐藤大地、北健一郎
- CAM：上坂篤志
- VE：國本航平
- AUD：宮尾愛
- 編集：若狭悠飛、植田純平、大内侑香、加藤慧、佐野大琉、黒木稜真、早川政秀【週替わり】
- MA：濱口大蔵、牧野友樹、城賢一郎、杉浦昌弥【週替わり】
- 音響効果：高津浩史
- TK：盛山潮里
- CG：西夏央
- 広報：深田梨沙
- イラスト：江原ノブヒロ（江原→一時離脱►復帰）、森本レオリオ【不定期】
- 技術協力：バンエイト、東京オフラインセンター、ヌーベルアージュ
- 演出補：松岡剛史、岸川遥菜、伊藤克樹（伊藤→一時離脱►復帰）、石田瞳、小野陽平、竹中唱
- AP：大津彩椰
- ディレクター：岩田浩介、寺尾康佑、後閑雄介、大友淳（岩田・寺尾→演出の回あり、大友→一時離脱►復帰）
- プロデューサー：坪井理紗、梶山智未（梶山→一時離脱►復帰）、中垣佐知子、開発勇輔
- 演出：久延雅一（ディレクターの回あり）
- 総合演出：渡辺剛
- 制作協力：EpocL
- 制作：フジテレビコンテンツ戦略本部コンテンツ投資戦略局（以前は編成制作局編成部►編成総局編成局編成戦略センター編成部）
- 制作著作：フジテレビ

#### 過去のスタッフ（レギュラー版）
- 企画：春名剛生
- AUD：千葉康弘
- 編集：浜野康良、亀浜真秋、前河原祐樹、八木凌、副嶋大悟、渡邊遼、名雪健太郎、新井紗也香、石井公二、庄子格、金子祥、島田金治
- MA：岩佐早紀子、土屋由香、茂木遼介、佐藤卓也、加々見信吾
- 音響効果：高島慎太郎
- 広報：高橋慶哉
- 技術協力：IMAGICA
- 演出補：広瀬正起、五十嵐香織、玉田修平、白鳥雄大、松島良音、陣内翔太、丸山由衣、横杉直樹、太田雄也、山科竜也、磯邉美里、長峰里紗、佐藤秀幸、鐘ヶ江春奈、小川涼夏、阿部里南、安部来未、青木美菜子、岡田紗愛、瀬尾成一、内田百音、飯田美紅、滝井大介、田口舞、安藤菜々、森山磨奈美、冨田優穂、岡田眞生、鈴木沙耶香、永野司、片山夢、三浦菜々子、馬場百伽、角谷海央、野崎真央、高市真未、西田真奈、駒形美香、山本航己、嶋田未歩、児堀光、劉子毓、猪俣杏莉、赤坂有紀、田所真桜、川嶋優、多田彩香、橋本圭佑
- AP：竹田彩乃、菊地彩子、宮本彩加、近藤未来、廣瀬莉子、庄子伸正、松本奈緒美、星野梨奈
- ディレクター：川口翼、白田浩司、一場孝夫、山下貴之、青木誉幸、桒原知輝、門倉勝次、前場智也、西田法明、武田和也（武田→以前は演出補）、太田昌伸
- プロデューサー：上妻奈央、中村宏信、大平智恵
- 演出：松清弘卓
- 制作協力：BEE BRAIN

### パイロット版
- 企画：春名剛生
- 構成：松田敬三、佐藤大地、北健一郎
- CAM：上坂篤志
- VE：國本航平
- AUD：大谷美徳
- 編集：安田祐二
- MA：伊藤剛
- 音響効果：田口弘記（フナヤ278）
- CG：西夏央
- 広報：原寛之
- 技術協力：バンエイト、OmnIBUS JAPAN、IMAGICA
- 演出補：五十嵐香織、松島良音、畠山玲奈
- AP：近藤未来、筒井さより
- ディレクター：久延雅一、一場孝夫
- プロデューサー：坪井理紗、開発勇輔
- 演出：渡辺剛
- 制作協力：EpocL
- 制作：フジテレビ編成制作局編成部
- 制作著作：フジテレビ